# Ketty Riga
Ketty Serafina Riga (Crotone, 1º maggio 1972) è una giornalista e conduttrice televisiva italiana, inviata di Sky TG24.

## Biografia
Figlia di Elio Riga, anch'egli giornalista nonché fondatore ed editore di Radio Video Calabria, dal 1998 è iscritta come giornalista professionista all'Ordine dei Giornalisti della Calabria. Iniziata la carriera a Video Calabria (prima emittente televisiva calabrese per numero medio di contatti, con sede a Crotone), ne cura vari aspetti, fino a passare - a cavallo fra gli anni novanta e 2000 - alla conduzione delle principali edizioni del telegiornale. Nel frattempo, divenuta giornalista professionista, è la curatrice di diverse rubriche a cadenza periodica ed è frequentemente chiamata a condurre varie manifestazioni culturali in giro per la Calabria.
Nel 2003 passa alla neonata Sky Italia, per la quale, come inviata, segue vari importanti avvenimenti quali, ad esempio, l'omicidio del vicepresidente del Consiglio regionale della Calabria Francesco Fortugno e le indagini che ne seguono; il caso della malattia e della morte di Piergiorgio Welby e le dure contestazioni di parte degli studenti de La Sapienza di Roma alla prevista visita di papa Benedetto XVI, poi annullata.
È al suo microfono che Salvatore Cuffaro rilascia la prima intervista successiva alla condanna per favoreggiamento semplice di una persona indagata per mafia, nella quale il politico manifesta l'intenzione, poi smentita, di non abbandonare la carica di presidente della Sicilia.
Il 18 ottobre 2008 Sky TG24 manda in onda una sua intervista a Luigi De Magistris. Ed è in questa sede che il magistrato parla del caso "rifiuti tossici" a Crotone e, soprattutto, esprime pesanti giudizi su parte della magistratura calabrese.
Il 2008 è anche l'anno della complessa realizzazione, insieme con il regista e autore della fotografia Giovanni Chironi, di una lunga intervista esclusiva a Filippo Barreca, unico collaboratore di giustizia di 'ndrangheta ad accettare di essere intervistato.
Nel 2011 la giornalista, insieme allo stesso regista Giovanni Chironi, cura e dirige il film documentario 7 Giorni, inerente agli ultimi giorni di vita di Eluana Englaro, vicenda che ebbe occasione di seguire per conto di Sky TG24.